# Shall we dance? (1996)
Shall we dance? (jap. Shall we ダンス?, Shall we dansu?) ist eine japanische Filmkomödie von 1996, die sich mit der Liebe und der Leidenschaft zum Tanz beschäftigt.
Der Film ist nach einem Song aus dem Film Der König und ich mit Yul Brynner benannt.
2004 kam eine US-amerikanische Neuverfilmung in die Kinos mit dem deutschen Titel Darf ich bitten?.

## Handlung
Am Anfang des Films erklärt ein Sprecher aus dem Off, während tanzende Paare sich in einem Ballsaal drehen, dass Japaner den europäischen Standardtanz unschicklich finden, da sie sich normalerweise nie in der Öffentlichkeit berühren. Japaner erklären auch nicht notwendigerweise ihrem Partner ihre Liebe ausdrücklich.
Der ernste und traurige Buchhalter Shohei Sugiyama einer großen Firma sieht, nachdem er vor Müdigkeit von der Arbeit in der abendlichen Vorstadtbahn beinahe zusammengebrochen wäre, eine Frau, die in einem Hochhaus am Fenster steht. Er findet heraus, dass sie, Mai Kishikawa, teuren Einzelunterricht im westlichen Gesellschaftstanz in einer (tabuisierten) Tanzschule gibt und fängt an, dort in einem Grundkurs mit zwei anderen skurrilen Anfängern, Tokichi Hattori und Masahiro Tanaka, das Tanzen zu lernen. Er ist nach anfänglichen Schwierigkeiten ein so gelehriger Schüler, dass er nach einiger Zeit an einem Tanzturnier teilnehmen darf und nach überwundenen Schwierigkeiten auch die Sympathie seiner Angebeteten gewinnt. 
Diesen wöchentlichen Tanzunterricht hat er vor seiner Frau Masako Sugiyama und seiner Tochter Chikage geheim gehalten. Seine Frau hat einen Privatdetektiv auf ihn angesetzt, da sie beunruhigt war, weil ihr Mann mittwochs später nach Hause kommt und fröhlicher geworden ist. Der Detektiv informiert sie, dass ihr Mann an einem Amateurtanzturnier teilnimmt, welches Masako und Chikage als Zuschauer besuchen. Shohei kommt mit seiner Partnerin Toyoko in die Vorauswahl. Die Tochter will ihren Vater mit lauten Rufen anfeuern, dieser wird dadurch aber irritiert. In der Quickstep-Endrunde stolpert er durch einen Rempler von einem anderen Paar, bewahrt seine Partnerin Toyoko vor einem Sturz, aber zerreißt ihr dabei das Kleid, so dass sie dann in der Mitte der Tanzfläche ohne Rock dasteht. Mutter und Tochter verlassen den Saal.
Der persönliche Konkurrent Tomios, Macho, scheidet wegen Unsportlichkeit aus.  
Die Profitänzerin Mai hat vor einiger Zeit in Blackpool, der Stadt der Tanzweltmeisterschaft, im Halbfinale gestanden und sich  von ihrem Tanzpartner getrennt. Jetzt schlägt sie sich mit Tanzunterricht durch. Sie steht oft am Fenster und schaut in die nächtliche Stadt. Sie möchte außerhalb der Tanzschule keinen Kontakt zu ihren Schülern haben und nimmt das Tanzen sehr ernst. Es ist für sie keine Party. Sie war als Kind sehr davon beeindruckt, wie ein Tänzer im Sturz versucht hatte, seine Partnerin zu schützen. Nachdem sie merkt, dass es Shohei nicht mehr nur um sie, sondern um das Tanzen geht, gewinnt er ihre Sympathie. Für ihn war es keine Affäre, sondern Liebe. Nach dem Fiasko bei dem Turnier will er das Tanzen aufgeben. 
Mai schreibt ihm einen Brief, in dem sie erklärt, dass sie ihren Tanzpartner verlassen hat, weil sie annahm, dass er sie bei ihrem Sturz beim Halbfinale nicht beschützt hätte. Durch die Begegnung mit Shohei ist ihr klar geworden, dass sie immer allein getanzt und nie wirklich Vertrauen zu ihrem Partner hatte. Sie möchte noch einmal Tanz von vorne beginnen. Sie lädt Shohei zu ihrem Abschiedsfest ein, der gerade noch zu ihrem letzten Tanz erscheint und mit ihr tanzt.

## Kritiken
Roger Ebert nannte den Film in der Chicago Sun-Times vom 18. Juli 1997 völlig unterhaltsam und eine gut gemachte Charakterstudie.
Janet Maslin lobte in The New York Times vom 5. April 1997 den Film als allgemein herzerwärmend.
Kevin Thomas bezeichnete den Film in der Los Angeles Times vom 11. Juli 1997 als großartig aussehend und großartig klingend, wozu insbesondere die Musik von Yoshikazu Suo beitrage.

„Der Film gestattet weitgehend souverän ironische Einblicke in japanische Vorstellungen von Moral und Sitte. Aus gesellschaftlichen und persönlichen Verklemmungen des Helden werden heitere Situationen gefiltert, die sich trotz Längen und kabarettistischer Überzeichnungen zu einer unterhaltsamen, zugleich durchaus nachdenklichen Musikkomödie verdichten.“

## Auszeichnungen
Der Film erreichte insgesamt 51 internationale Auszeichnungen und eine Nominierung. Er wurde für Japanese Academy Awards als bester Film für die beste Regie: Masayuki Suo ausgezeichnet sowie den besten Hauptdarsteller: Kōji Yakusho und die beste Hauptdarstellerin: Tamiyo Kusakari. Der beste Nebendarsteller war: Naoto Takenaka, die beste Nebendarstellerin: Eriko Watanabe und Reiko Kusamura.

## Versionsunterschiede
Die deutsche Fernsehversion ist 110 min. lang, die Kinoversion 118 min., die Originalversion dauert 136 min.
In der japanischen Version erklärt der Sprecher anfangs die Geschichte des europäischen Standardtanzes. In nicht-japanischen Versionen wird das tabuisierte japanische Verhältnis zum westlichen Standardtanz erklärt.